# Tricornis
Tricornis là một chi ốc biển, là động vật thân mềm chân bụng sống ở biển trong họ Strombidae, họ ốc nhảy.

## Các loài
Các loài thuộc chi Tricornis bao gồm:
- Tricornis oldi (Emerson, 1965)[2]
- Tricornis tricornis (Lightfoot, 1786)[3]

Loài đưa vào đồng âm
- Tricornis raninus (Gmelin, 1791)[4] là một đồng âm của Lobatus raninus (Gmelin, 1791)

## Hình ảnh

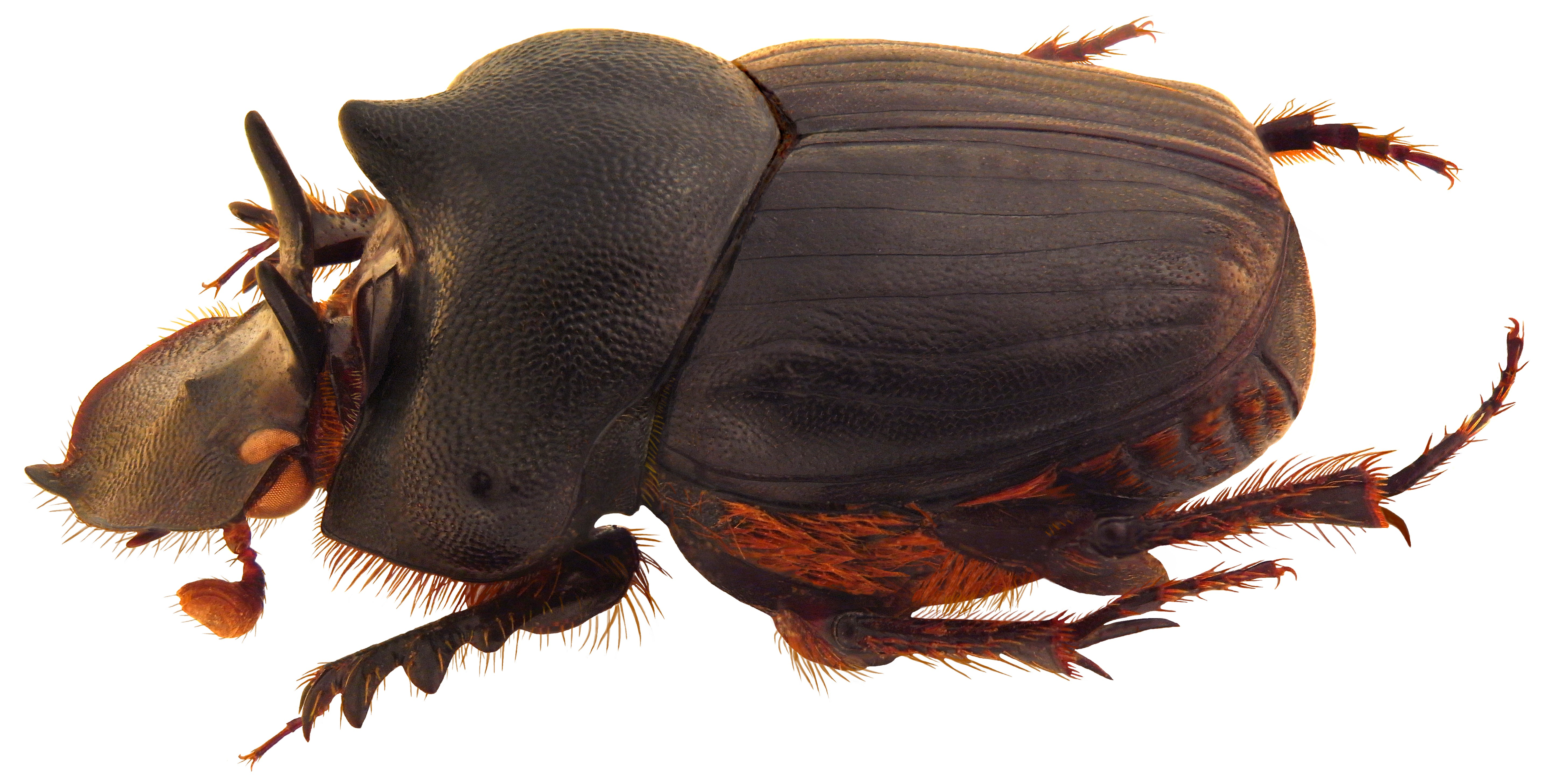